# 毛足仿刺鎧蝦
毛足仿刺鎧蝦（学名：Munidopsis dasypus）为鎧甲蝦科仿刺鎧蝦屬下的一个种。